# 恒春庁
恆春庁（恒春庁、こうしゅんちょう）は、日本統治時代の台湾の地方行政区分のひとつ。

## 地理
蚊蟀、枋山の2つの支庁から構成された。

## 歴史

### 沿革
- 1901年（明治34年）5月 - 台南県恆春弁務署が分立し成立する[1]。同年10月、二十庁制の施行。
- 1909年（明治42年）10月25日 - 阿緱庁に編入し廃止となり、阿緱庁恆春、蚊蟀、枋山各支庁となる[1]。

## 行政

### 歴代庁長
- 森尾茂助：1901年5月1日 - 1904年6月22日
- 柳本通義：1904年6月22日 - 1907年7月27日
- 松崎省吾：1907年6月22日 - 1907年11月27日
- 武藤針五郎：1907年11月27日 - 1909年10月25日